# Léaupartie
Léaupartie és un municipi francès situat al departament de Calvados i a la regió de Normandia. L'any 2007 tenia 68 habitants.

## Demografia

### Població
El 2007 la població de fet de Léaupartie era de 68 persones. Hi havia 36 famílies de les quals 16 eren unipersonals (16 dones vivint soles i 16 dones vivint soles), 12 parelles sense fills, 4 parelles amb fills i 4 famílies monoparentals amb fills.
La població ha evolucionat segons el següent gràfic:
Habitants censats

### Habitatges
El 2007 hi havia 53 habitatges, 33 eren l'habitatge principal de la família, 19 eren segones residències i 1 estava desocupat. 52 eren cases i 1 era un apartament. Dels 33 habitatges principals, 24 estaven ocupats pels seus propietaris, 6 estaven llogats i ocupats pels llogaters i 3 estaven cedits a títol gratuït; 2 tenien dues cambres, 4 en tenien tres, 10 en tenien quatre i 17 en tenien cinc o més. 29 habitatges disposaven pel capbaix d'una plaça de pàrquing. A 23 habitatges hi havia un automòbil i a 6 n'hi havia dos o més.

### Piràmide de població
La piràmide de població per edats i sexe el 2009 era:
| Homes | Edats   | Dones |
| ----- | ------- | ----- |
| 0     | 95 o +  | 0     |
| 0     | 90 a 94 | 0     |
| 0     | 85 a 89 | 0     |
| 0     | 80 a 84 | 0     |
| 0     | 75 a 79 | 0     |
| 0     | 70 a 74 | 0     |
| 4     | 65 a 69 | 0     |
| 0     | 60 a 64 | 0     |
| 0     | 55 a 59 | 12    |
| 8     | 50 a 54 | 8     |
| 0     | 45 a 49 | 0     |
| 4     | 40 a 44 | 0     |
| 0     | 35 a 39 | 4     |
| 0     | 30 a 34 | 4     |
| 0     | 25 a 29 | 0     |
| 0     | 20 a 24 | 0     |
| 0     | 15 a 19 | 0     |
| 0     | 10 a 14 | 0     |
| 0     | 5 a 9   | 0     |
| 0     | 0 a 4   | 4     |

## Economia
El 2007 la població en edat de treballar era de 46 persones, 28 eren actives i 18 eren inactives. De les 28 persones actives 24 estaven ocupades (14 homes i 10 dones) i 4 estaven aturades (4 dones i 4 dones). De les 18 persones inactives 5 estaven jubilades, 2 estaven estudiant i 11 estaven classificades com a «altres inactius».
Activitats econòmiques
Dels 3 establiments que hi havia el 2007, 2 eren d'empreses de construcció i 1 d'una empresa d'hostatgeria i restauració.
L'únic servei als particulars que hi havia el 2009 era un paleta.

## Poblacions més properes
El següent diagrama mostra les poblacions més properes.